# Périgny (Calvados)
Périgny is een gemeente in het Franse departement Calvados in de regio Normandië en telt 54 inwoners (2009). De plaats maakt deel uit van het arrondissement Vire. Het kleine dorpje had in de 20e eeuw twee opeenvolgende burgemeesters die samen meer dan 100 jaar in ambt waren. Het kerkje van het dorp staan een eindje weg van het dorp aan de weg van Saint Pierre la Vieille naar Lénault.

## Geografie
De oppervlakte van Périgny bedraagt 2,7 km², de bevolkingsdichtheid is dus 20 inwoners per km².
De onderstaande kaart toont de ligging van Périgny (Calvados) met de belangrijkste infrastructuur en aangrenzende gemeenten.

## Demografie
Onderstaande figuur toont het verloop van het inwonertal (bron: INSEE-tellingen).
Vanwege een beveiligingsprobleem met de MediaWiki Graph-software is het momenteel niet mogelijk deze grafiek weer te geven. Zodra de software is bijgewerkt zal de grafiek vanzelf weer zichtbaar worden.
Condé-en-Normandie · Lassy · Périgny · Le Plessis-Grimoult · Pontécoulant · Saint-Denis-de-Méré · Saint-Jean-le-Blanc · Saint-Vigor-des-Mézerets · Souleuvre en Bocage · Valdallière · La Villette
1. ↑  Populations de référence 2022.